# بنیاد حیدر علی‌اف

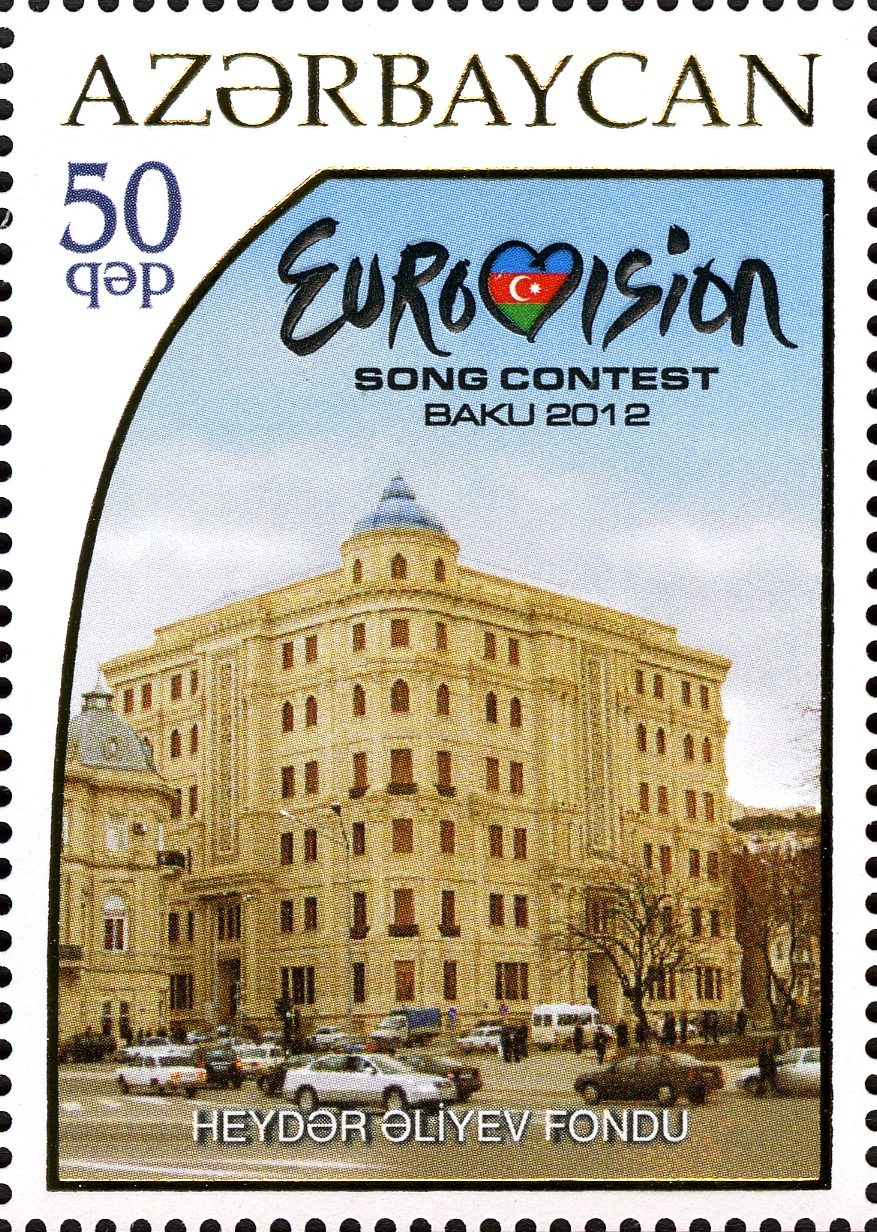
بنیاد حیدر علی‌اف

بنیاد حیدر علی اف (به ترکی آذربایجانی:  Heydər Əliyev Fondu) بنیادی خیریه به ریاست بانوی اول آذربایجان، مهربان علیوا است. این بنیاد به افتخار رهبر سابق آذربایجان حیدر علی اف، که پدر همسر علیوا، الهام علی اف، رئیس‌جمهور آذربایجان بود نامگذاری شده‌است.
بنا بر یک مقاله خبری این بنیاد از وزارت آموزش بیشتر مدرسه می‌سازد و از وزارت بهداشت بیشتر بیمارستان می‌سازد و از وزارت فرهنگ بیشتر رخدادهای فرهنگی اجرا می‌کند. " بنیاد اخیراً موزه هنرهای مدرن باکو، آسمانخراشی ساخته فرانک گری، یک ساحل شن سفید و پیاده رویی بر فراز دریای خزر را به عنوان زیست بومی فرهنگی ایجاد کرده‌است.
بنیاد حیدر علیف حامی پروژه‌های متعددی در فرانسه از جمله کمک به موزه لوور و کاخ ورسای بوده‌است. در سال ۲۰۱۰ فرانسه مدال لژیون دونور خود را با اشاره نیکلا سارکوزی رئیس‌جمهور این کشور به «خدمت و وفاداری فوق‌العاده به فرانسه» به خانم علیوا رئیس بنیاد اهدا کرد."